# 고트 성경

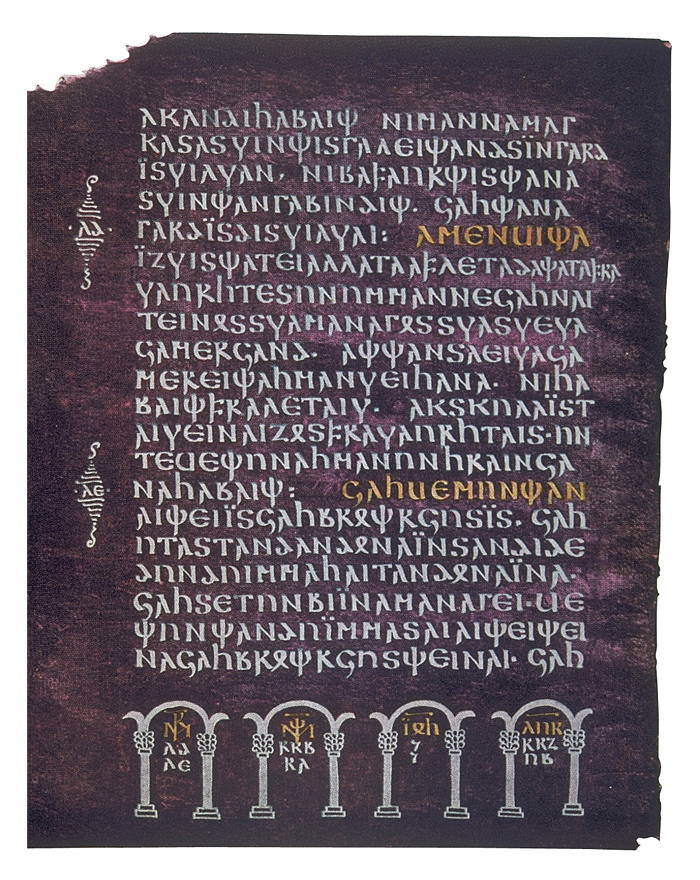

고트 성경 또는 울필라스 성경은 중세 초 동 게르만족(고트족)이 사용하는 고트어로 된 기독교 성경이다.
이 번역본은 아리우스 주교와 선교사 울필라스가 4세기에 만든 것으로 알려져 있다. 고트 양식의 언어적 특성을 분석하는 것에 근거한 최근의 학자적 견해는 성경을 고트 양식으로 번역한 것이 울필라스이다, 또는 어떤 한 사람에 의해서만 수행된 것이 아니라 오히려 한 팀의 학자들에 의해 수행된 것이라고 주장한다.

## 역사적 맥락
3세기 동안, 고트족은 현재 우크라이나, 불가리아, 루마니아인 로마 제국의 북동쪽 국경에서 살았다. 4세기 동안 고트어 알파벳을 발명한 것으로 여겨지는 울필라스 주교의 노력으로 고트족이 기독교로 개종되었다. 성경을 고트어로 번역한 것은 오늘날 북부 불가리아의 니코폴리스 이스트룸에서 행해진 것으로 생각된다. 전통적으로 울필라(Wulfila)로 불리며, 실제로는 한 무리의 학자들에 의해 번역이 행해졌다(위 참조). 이 번역의 일부분은 고딕어로 쓰여진 주요 생존 텍스트에 쓰일 수 있다.
5세기 동안 고트족은 이탈리아, 남부 프랑스, 스페인을 포함한 서로마 제국의 일부 지역을 침략했다. 고트 기독교는 가톨릭 교회가 다시 세워지기 이전인 2세기 동안 이 지역에서 지배했으며, 스페인에서는 589년 제3차 톨레도 평의회가 끝난 후 대규모 고딕이 가톨릭으로 개종할 때까지 지배했다.

## 현대적 중요성
울필라스 성경은 단편적이긴 하지만 고대 동 게르만어로는 유일하게 광범위한 문서로, 게르만어로는 가장 초기 문서 중 하나이다. 다른 동 게르만어 문헌은 스키레인을 제외하고는 범위가 매우 제한적이기 때문에 이들 언어의 연구에 큰 의의가 있다.

## 울필라스 성경의주님의 기도
atta unsar þu in himinam,

weihnai namo þein.

qimai þiudinassus þeins.

wairþai wilja þeins,

swe in himina jah ana airþai.

hlaif unsarana þana sinteinan gif uns himma daga.

jah aflet uns þatei skulans sijaima,

swaswe jah weis afletam þaim skulam unsaraim.

jah ni briggais uns in fraistubnjai,

ak lausei uns af þamma ubilin;

unte þeina ist þiudangardi jah mahts jah wulþus in aiwins.

amen.
𐌰𐍄𐍄𐌰 𐌿𐌽𐍃𐌰𐍂 𐌸𐌿 𐌹𐌽 𐌷𐌹𐌼𐌹𐌽𐌰𐌼,

𐍅𐌴𐌹𐌷𐌽𐌰𐌹 𐌽𐌰𐌼𐍉 𐌸𐌴𐌹𐌽.

𐌵𐌹𐌼𐌰𐌹 𐌸𐌹𐌿𐌳𐌹𐌽𐌰𐍃𐍃𐌿𐍃 𐌸𐌴𐌹𐌽𐍃.

𐍅𐌰𐌹𐍂𐌸𐌰𐌹 𐍅𐌹𐌻𐌾𐌰 𐌸𐌴𐌹𐌽𐍃,

𐍃𐍅𐌴 𐌹𐌽 𐌷𐌹𐌼𐌹𐌽𐌰 𐌾𐌰𐌷 𐌰𐌽𐌰 𐌰𐌹𐍂𐌸𐌰𐌹.

𐌷𐌻𐌰𐌹𐍆 𐌿𐌽𐍃𐌰𐍂𐌰𐌽𐌰 𐌸𐌰𐌽𐌰 𐍃𐌹𐌽𐍄𐌴𐌹𐌽𐌰𐌽 𐌲𐌹𐍆 𐌿𐌽𐍃 𐌷𐌹𐌼𐌼𐌰 𐌳𐌰𐌲𐌰.

𐌾𐌰𐌷 𐌰𐍆𐌻𐌴𐍄 𐌿𐌽𐍃 𐌸𐌰𐍄𐌴𐌹 𐍃𐌺𐌿𐌻𐌰𐌽𐍃 𐍃𐌹𐌾𐌰𐌹𐌼𐌰,

𐍃𐍅𐌰𐍃𐍅𐌴 𐌾𐌰𐌷 𐍅𐌴𐌹𐍃 𐌰𐍆𐌻𐌴𐍄𐌰𐌼 𐌸𐌰𐌹𐌼 𐍃𐌺𐌿𐌻𐌰𐌼 𐌿𐌽𐍃𐌰𐍂𐌰𐌹𐌼.

𐌾𐌰𐌷 𐌽𐌹 𐌱𐍂𐌹𐌲𐌲𐌰𐌹𐍃 𐌿𐌽𐍃 𐌹𐌽 𐍆𐍂𐌰𐌹𐍃𐍄𐌿𐌱𐌽𐌾𐌰𐌹,

𐌰𐌺 𐌻𐌰𐌿𐍃𐌴𐌹 𐌿𐌽𐍃 𐌰𐍆 𐌸𐌰𐌼𐌼𐌰 𐌿𐌱𐌹𐌻𐌹𐌽;

𐌿𐌽𐍄𐌴 𐌸𐌴𐌹𐌽𐌰 𐌹𐍃𐍄 𐌸𐌹𐌿𐌳𐌰𐌽𐌲𐌰𐍂𐌳𐌹 𐌾𐌰𐌷 𐌼𐌰𐌷𐍄𐍃 𐌾𐌰𐌷 𐍅𐌿𐌻𐌸𐌿𐍃 𐌹𐌽 𐌰𐌹𐍅𐌹𐌽𐍃.

𐌰𐌼𐌴𐌽.

## 참고 문헌
- Carla Falluomini (2015). The Gothic Version of the Gospels and Pauline Epistles: Cultural Background, Transmission and Character. Berlin: de Gruyter. ISBN 978-3-11-033469-2.
- H. C. von Gabelentz, J. Loebe, Ulfilas: Veteris et Novi Testamenti Versionis Gothicae fragmenta quae supersunt, Leipzig, Libraria Schnuphasiana, 1843.
- Wilhelm Streitberg (ed.), Die Gotische Bibel (1908), Heidelberg: Universitätsverlag C. Winter, 2000, (7th edition) ISBN 3-8253-0745-X
- Carla Falluomini. “Textkritische Anmerkungen zur gotischen Bibel” (PDF). 《AnnalSS》. 5, 2005 (2009): 311–320. 2014년 2월 2일에 원본 문서 (PDF)에서 보존된 문서. 2020년 9월 15일에 확인함.